# Astragalus atricapillus
Astragalus atricapillus — вид квіткових рослин з родини бобових (Fabaceae). Ареал охоплює такі країни: Іран.

## Середовище
Це багаторічна трав'яниста рослина, яка росте у високогірних, 3600–4100 м над рівнем моря горах та на гравійних схилах. Відомо, що цей вид зустрічається в лісостеповому екорегіоні хребта Ельбурз. Наразі немає відомих серйозних загроз для цього виду.